# Hugues de Bonnevaux
Pour les articles homonymes, voir saint Hugues.
Hugues de Bonnevaux est un saint de l’Église catholique et un moine cistercien, fêté le 3 avril. 

## Biographie

### Origines
Hugues de Châteauneuf est issu de la famille de Châteauneuf d'Isère (actuel Châteauneuf-sur-Isère). Il est le neveu d'Hugues, saint et évêque de Grenoble,. 

### Carrière monacale
Il devient moine à l'abbaye du Miroir en Bourgogne. Il est élu, en 1161, abbé de Léoncel, dans l'actuel département de la Drôme. Enfin, en 1169, il devient abbé de Bonnevaux, en Dauphiné qu'il gouverne pendant 28 ans jusqu'à son décès en 1194. Il est célébré le 3 avril, dans le diocèse de Grenoble-Vienne.
Hugues de Bonnevaux est le médiateur de la querelle entre le pape Alexandre III et l’empereur Frédéric Barberousse qu'il parvient à réconcilier en 1177.

## Œuvres
Il est l'auteur d'une vie de Saint Bernard.